# 助松ジャンクション

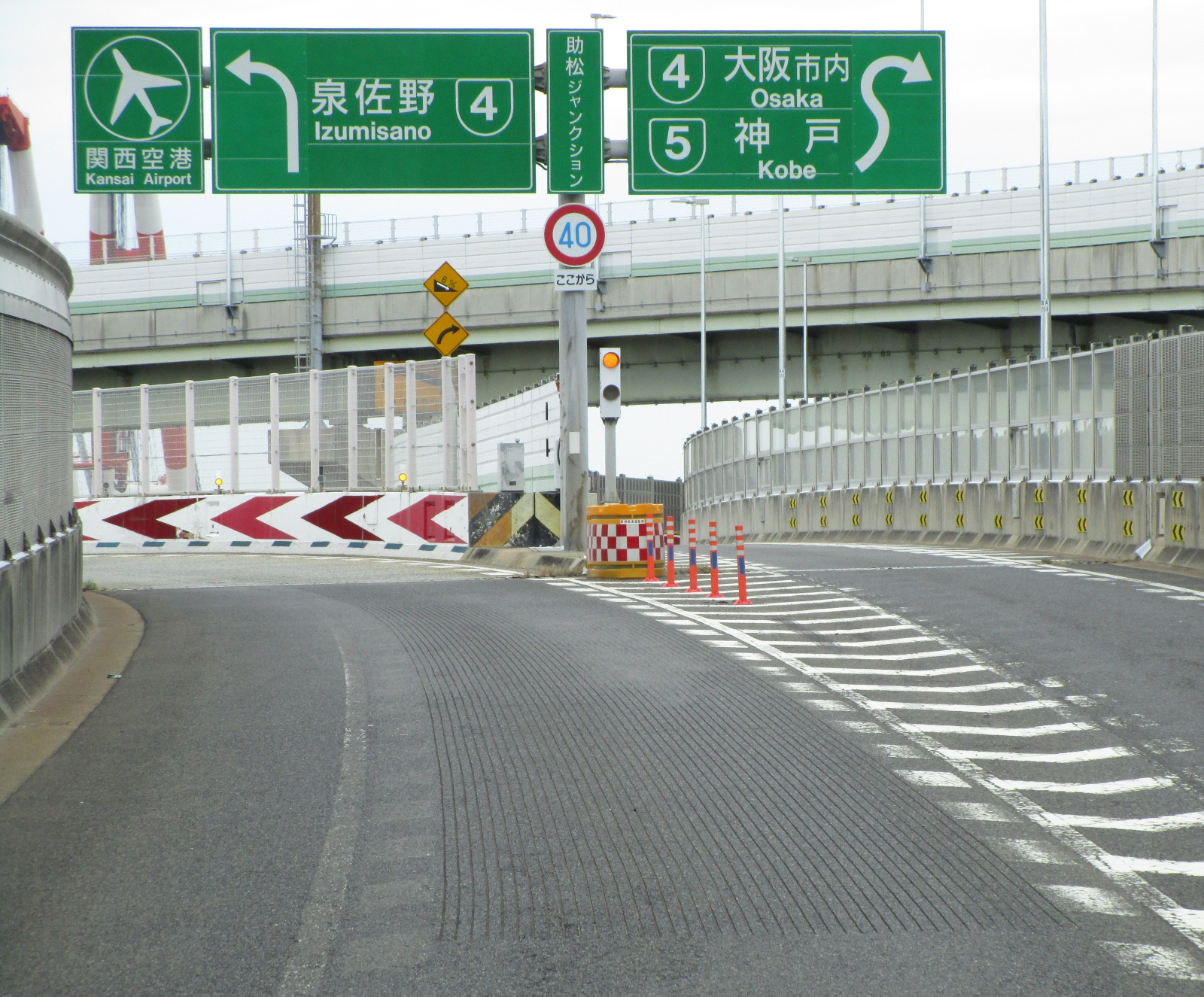
助松ジャンクションの案内板

助松ジャンクション（すけまつジャンクション）は、大阪府泉大津市にある阪神高速道路4号湾岸線と堺泉北道路のジャンクションである。阪神高速道路の助松出入口を併設している。

## 道路
- 阪神高速4号湾岸線(4-11)
- E90 堺泉北道路

## 料金所

### 助松（北行）料金所
- ブース数：2
  - ETC専用：1
  - ETC/一般：1

### 助松（南行）料金所
- ブース数：2
  - ETC専用：1
  - ETC/一般：1

## 隣
阪神高速4号湾岸線
(4-10)高石出入口 - (4-11)助松JCT /(4-12)助松出入口 - (4-13, 4-14)泉大津出入口
E90 堺泉北道路
助松JCT - 助松IC